# もしもの値段
『もしもの値段』（もしものねだん）は、2013年3月16日にフジテレビ（関東ローカル）で26:19 - 27:19（JST）に放送されたトークバラエティ番組。
さまざまな「もしも」の時に発生する値段・金額の情報を提供し、芸能人家族がペアで出演し、自分たちの家庭環境や金銭感覚を披露しながらお金にまつわるトークを繰り広げる。

## 出演者

### MC
- 渡部建（アンジャッシュ）

### 進行
- 生野陽子（フジテレビアナウンサー）

### パネラー
- せんだみつお・ せんだるか　父・娘
- 藤田紀子・ 花田虎上　母・息子
- 仁科克基・ 仁科仁美　兄・妹
- 千原せいじ・ 中川家礼二　兄と弟

※本来は中川家としてキャスティングをされていたが、収録日に兄の中川家剛がすい炎のため収録を欠席。代役として同じ兄弟芸人として千原せいじが急きょキャスティングされたと番組内で紹介。

### お金の専門者
- 谷岡綾太　アクチュアリー
- 和泉昭子　ファイナンシャルプランナー
- 大津學　 税理士（元国税査察官）

### コンプライアンス担当
- 篠田恵里香　弁護士

## スタッフ
- 編成：倉田恵美（フジテレビ）
- ナレーター：呉圭崇
- 構成：本間恵理、西村耕平
- ブレーン：水野しげゆき
- TM：大嶋徹
- TD/SW：菊池謙
- CAM：玉手康裕
- VE：岡部菜穂子
- AUD：村脇昭一
- LD：樽橋秀満
- 美術プロデューサー：木村文洋
- デザイン：竹中健
- 美術進行：椛田学
- 大道具：卜部徹夫
- マルチ：大高貢
- アクリル装飾：松本健
- 電飾：森智
- メイク：山田かつら
- ロケ技術：共同テレビ映像取材部
- ＣＧ：パークグラッフィクス
- EED：林迪晴、小島嘉隆
- MA：内田昭弘
- オフライン：伊藤次郎
- 音響効果：山口晃司
- TK：山本悦子
- 法務監修：アディーレ法律事務所
- AP：田屋聡美
- FD：佐藤謙治
- AD：木村理恵、丸居紘二
- ディレクター：池田よしひろ、菅井秀一
- 演出：〆谷浩斗
- 企画・プロデューサー：深野和伸
- 制作：フジテレビ
- 制作著作：共同テレビ